# Coenosia brachyodactyla
Coenosia brachyodactyla är en tvåvingeart som beskrevs av Feng och Xue 1997. Coenosia brachyodactyla ingår i släktet Coenosia och familjen husflugor. Inga underarter finns listade i Catalogue of Life.